# Karseforsen
Karseforsen är ett kraftverk och före detta vattenfall i Lagan, 5 kilometer öster om Laholm.
Forsen var tidigare 23,5 meter hög på en 2500 meter sträcka, men stort djup i forsens fåra. Fallet ägdes av staten men arrenderades från 1927 av Sydsvenska Kraftaktiebolaget som 1928-30 byggde kraftverket. Det var då det konstruerades det fjärde största i Sverige, och fick genom indämning av mindre forsar 26 meters fallhöjd.
| ”                       | Omkring en half mil ofvanom Laholm bildar den från Småland kommande Lagan södra Sveriges mest storartade vattenfall (...) Med ett enda språng af öfver femtio fots höjd störtar sig elfven öfver några pittoreskt formade klippor, och med rykande skum bryter han sig mot ett par stora stenar af egen form, kallade: "Gubben" och "Gumman". Elfven flyter sedan lugnt och stilla ända till Laholm... | „ |
| – Nordiska taflor 1866. | |   |

## Bilder

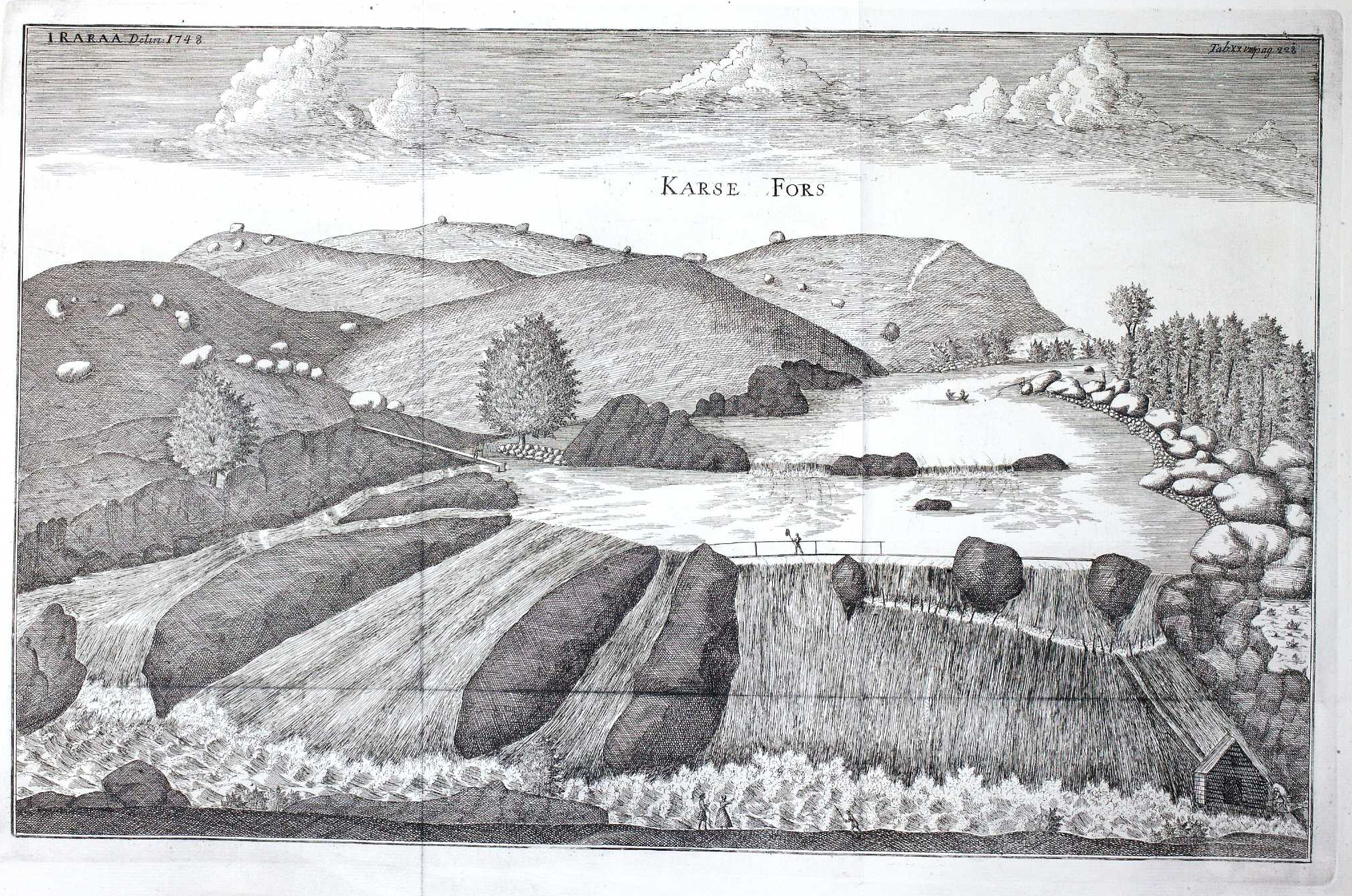
Karseforsen 1735. Plansch i Hallandia antiqua et hodierna.
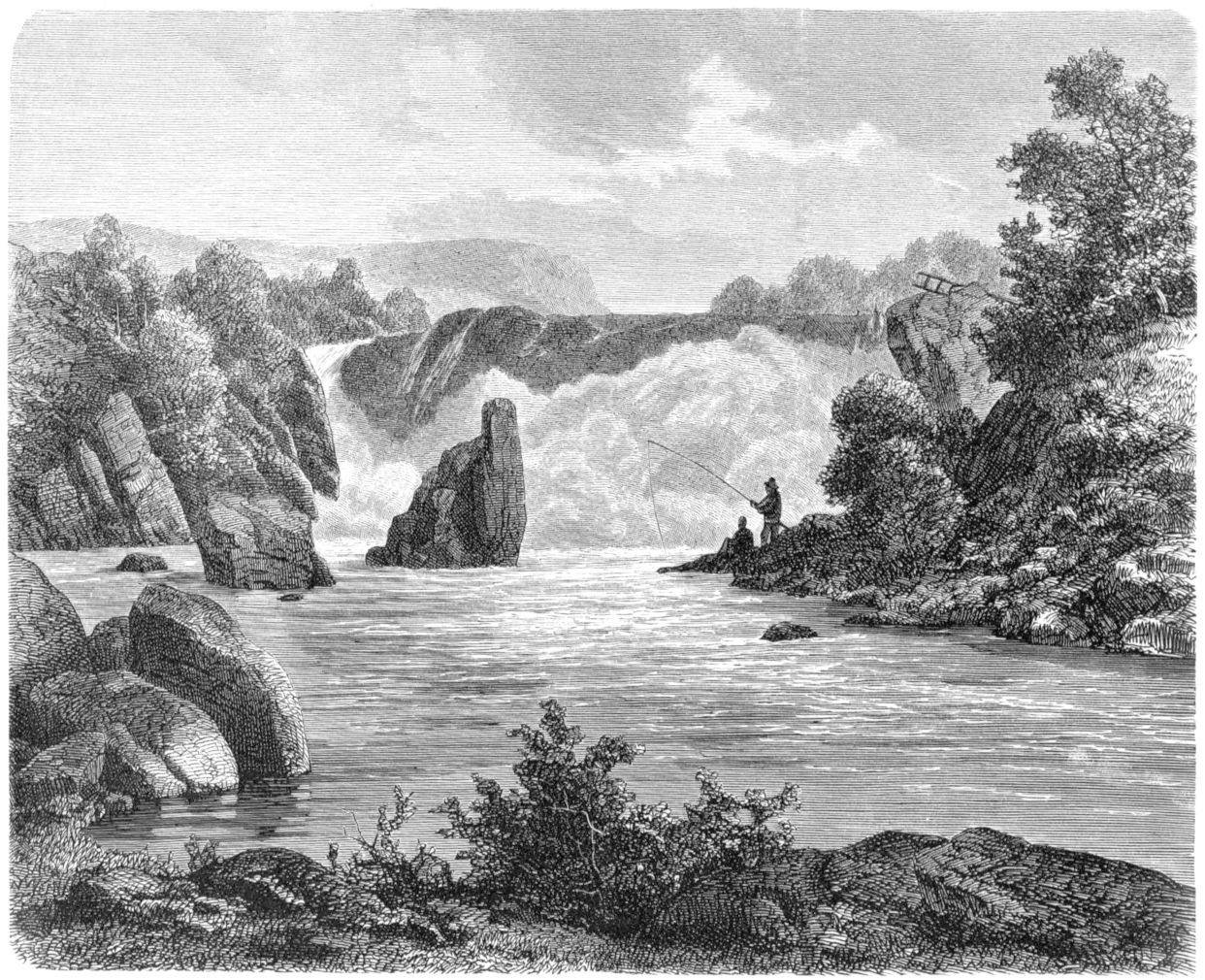
Vattenfallet på 1860-talet före dammbyggnaden Xylografi ur bildverket Nordiska Taflor från 1865.